# Valedictorian

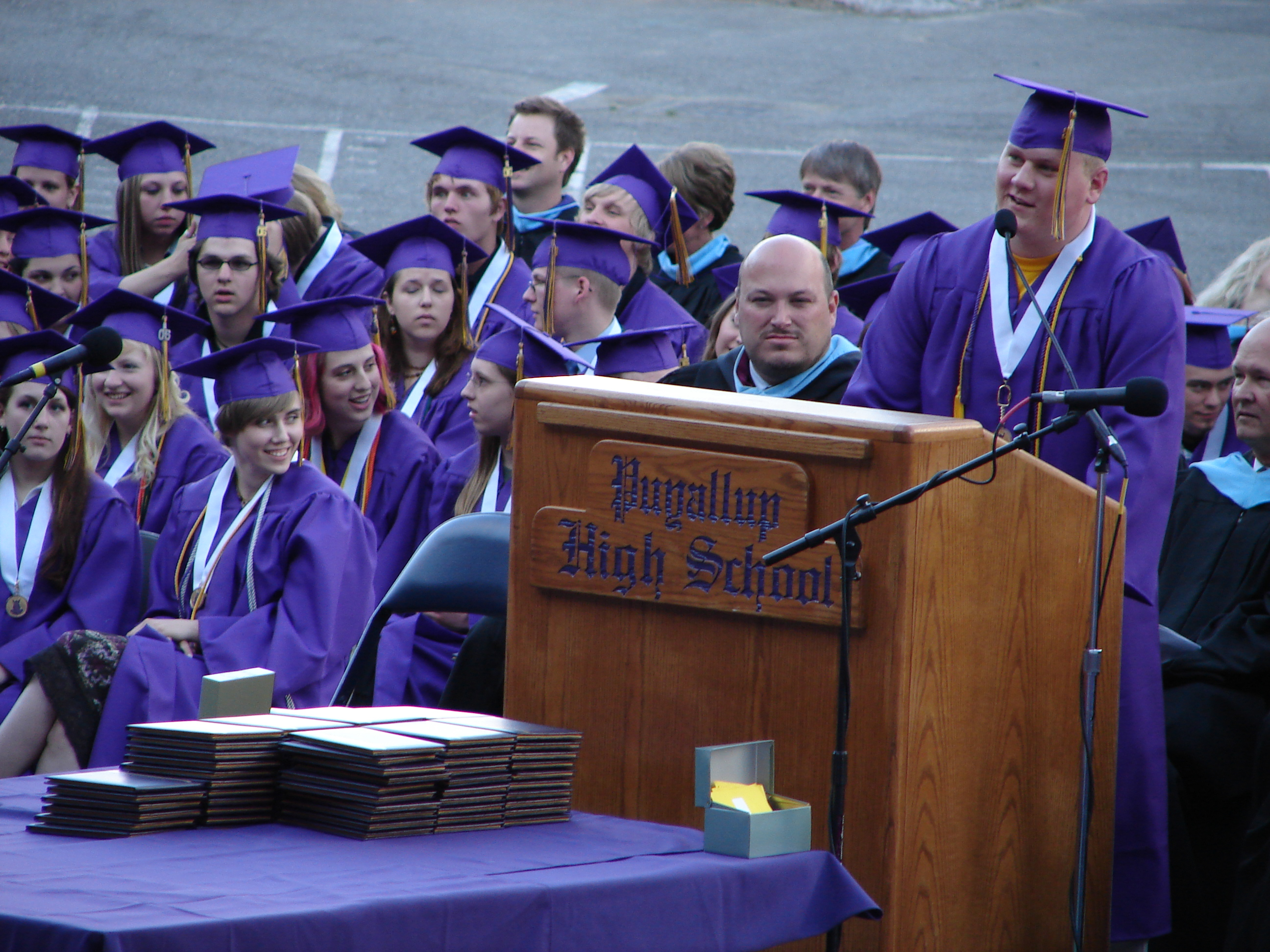
Discurso de un alumno valedictorian ofrecido en la ceremonia de graduación

Valedictorian es una calificación académica que se otorga al estudiante que da el discurso final o de «despedida», en el sistema escolar de los Estados Unidos, Filipinas y Canadá, en la ceremonia de graduación. El término es la anglicanización del término latino vale dicere («decir adiós»).

## Función
El discurso de despedida generalmente se considera la última despedida de los compañeros de clase, antes de que se dispersen para continuar su camino profesional o de estudio después de la graduación. Por lo general, este título se otorga al mejor estudiante graduado de cada clase de graduados o de cada título.

## En otras tradiciones
Su equivalente en Australia, Islandia, Nueva Zelanda, Escocia y Sudáfrica es dux, en Francia es Major de promotion y en Alemania Primus Omnium.